# Flughafen Annaba

i8
i11
i13
Der Flughafen Annaba – Rabah Bitat (französisch Aéroport d'Annaba - Rabah-Bitat, arabisch مطار رابح بيطاط, DMG Maṭār Rābaḥ Bīṭāṭ, früher Les Salines Airport, IATA-Code: AAE, ICAO-Code: DABB) ist der Flughafen der Stadt Annaba in Algerien und ist benannt nach dem früheren Präsidenten von Algerien, Rabah Bitat (1925–2000).

## Einrichtungen

### Terminal
Das Terminalgebäude hat eine Jahreskapazität von 500.000 Passagieren.
Die ägyptische Firma Arab Contractor hat eine Ausschreibung für ein neues internationales Terminalgebäude gewonnen, das im Jahr 2007 fertiggestellt werden sollte. Nach Inbetriebnahme des neuen Terminals wird das alte Terminal nur noch in Stoßzeiten für europäische Charterflüge sowie für Pilgerflüge im Rahmen des Haddsch genutzt.

### Statistiken
|                | 2001    | 2002    | 2003    | 2004    | 2005    |
| -------------- | ------- | ------- | ------- | ------- | ------- |
| Passagiere     |         |         |         |         |         |
| Summe          | 416.022 | 435.451 | 349.008 | 348.503 | 360.121 |
| Inland         | 316.751 | 331.580 | 239.114 | 247.855 | 250.285 |
| Ausland        | 099.271 | 103.871 | 109.894 | 100.648 | 109.836 |
| Fracht         |         |         |         |         |         |
| Summe          | 302.750 | 357.270 | 329.148 | 328.180 | 359.217 |
| Inland         | 185.532 | 180.773 | 147.519 | 215.883 | 237.124 |
| Ausland        | 117.218 | 176.497 | 181.629 | 112.297 | 122.093 |
| Flugbewegungen |         |         |         |         |         |
| Summe          | 9.060   | 6.468   | 6.071   | 5.995   | 6.203   |
| Inland         | 8.089   | 5.439   | 4.849   | 4.893   | 5.041   |
| Ausland        | 0.971   | 1.029   | 1.177   | 1.102   | 1.162   |

## Fluglinien und -ziele

### Inland
- Air Algérie (Algier, Oran)

### Ausland
- Air Algérie (Lyon, Marseille, Paris-Orly)